# Willem Constantijn van Pallandt van Waardenburg
Willem Constantijn baron van Pallandt van Waardenburg ('s-Gravenhage, 12 oktober 1836 - Waardenburg (Gld.), 22 mei 1905) was een Nederlands politicus.
Van Pallandt van Waardenburg was een met de Prins van Oranje bevriende Gelderse edelman, die zeventien jaar conservatief Eerste Kamerlid was. Hij was de zoon van H.W. baron van Aylva, die eveneens Eerste Kamerlid was. Hij woonde op Huize Neerijnen in Waardenburg en was advocaat in Tiel. In 1887 Versloeg hij zijn antirevolutionaire broer F.W.J. baron van Pallandt met enkele stemmen verschil. Als senator was hij nauwelijks actief bij debatten, maar wel lid van de Huishoudelijke Commissie.
- Biografisch Portaal: 28461469
- Digitale Bibliotheek voor de Nederlandse Letteren: pall026
- Gemeinsame Normdatei: 1188594990
- Parlement.com: vg09ll44wrzf
- Virtual International Authority File: 8189156133219758430005